# Emmanuel Adegboyega
Emmanuel Adegboyega (* 16. September 2003 in Dundalk) ist ein irischer Fußballspieler nigerianischer Herkunft. Der auf der Position des Innenverteidigers spielende Adegboyega steht bei Norwich City unter Vertrag.

## Karriere

### Verein
Adegboyega spielte in seiner Jugend bis zum Jahr 2018 in verschiedenen Vereinen in Irland, bevor er zu Warrenpoint Town nach Nordirland wechselte. Nach einem Jahr in der Grenzstadt Warrenpoint ging es für ein Jahr zu Newry City, bevor er 2020 wieder zu seinem vorherigen Verein wechselte. Im März 2021 unterschrieb Adegboyega beim irischen Verein Drogheda United einen Vertrag. 2022 spielte er beim Dundalk FC in der U-19 und stand fünfmal im Kader der ersten Mannschaft in der League of Ireland. Im Januar 2023 kehrte er zu Drogheda United zurück. Im Februar 2023 gab er sein Debüt in der höchsten irischen Liga gegen die Shamrock Rovers. Sein erstes Tor für Drogheda erzielte er im März 2023 gegen UC Dublin, als er zum 1:0-Endstand traf. Im April 2023 sah er die erste Rote Karte seiner Karriere, als er gegen Derry City vom Platz gestellt wurde. Drogheda gewann das Spiel trotzdem mit 1:0. Im Louth Derby im Juni 2023 gegen seinen ehemaligen Verein Dundalk wurde Adegboyega zum „Man of the Match“ gewählt. Adegboyega spielte in der Saison 2023 regelmäßig für Drogheda in der League of Ireland und bestritt insgesamt 22 Spiele.
Adegboyega unterschrieb im August 2023 einen langfristigen Vertrag beim englischen Verein Norwich City. Der irische Verteidiger absolvierte bis zum Jahresende 2023 neun Spiele für die U-23 von Norwich in der Premier League 2 und erzielte zwei Tore.
Im Januar 2024 wechselte Adegboyega bis zum Ende der Saison 2023/24 als Leihspieler zum englischen Viertligisten FC Walsall. Sein Debüt für Walsall gab Adegboyega am 6. Januar 2024 im FA Cup bei einer 0:4-Auswärtsniederlagen gegen den FC Southampton, als er für Donervon Daniels eingewechselt wurde. Bei seinem Ligadebüt am 17. Februar gegen Mansfield Town traf der Abwehrspieler zum 2:1-Sieg. Drei Tage später stand Adegboyega zum ersten Mal in der Startelf und konnte erneut ein Tor erzielen, als er zum 3:0-Endstand gegen Morecambe traf. Im vierten Viertligaspiel gelang ihm am 27. Februar gegen Accrington Stanley erneut der Treffer zum 2:1-Sieg. Walsall erreichte am Ende der Spielzeit einen gesicherten Mittelfeldplatz. Adegboyega absolvierte dabei 13 Ligaspiele, davon elf in der Startelf und traf dreimal, davon zweimal zu spielentscheidenden Siegtoren.
Im August 2024 wechselte er auf Leihbasis zum schottischen Erstligisten Dundee United.

### Nationalmannschaft
Adegboyega debütierte im Jahr 2024 in der irischen U21-Nationalmannschaft gegen Norwegen.